# جيمس إتش. بويد
جيمس إتش. بويد هو سياسي أمريكي، ولد في 5 نوفمبر 1906 في أتلانتيك سيتي في الولايات المتحدة، وتوفي بنفس المكان في 11 أبريل 1974. نشط حزبياً في الحزب الجمهوري.